# Наоми Харис
Наоми Мелани Харис (на английски: Naomie Melanie Harris) е английска актриса.

## Биография и творчество
Родена е на 6 септември 1976 година в Лондон в семейство от тринидадски и ямайски произход. Майка ѝ работи в телевизията и тя от детска възраст започва да се снима в различни филми. Учи в Бристълското театрално училище „Олд Вик“ и от 2001 година се снима професионално в киното, като получава известност с ролите си във филми като „28 дни по-късно“ („28 Days Later“, 2002), „Карибски пирати: Сандъкът на мъртвеца“ („Pirates of the Caribbean: Dead Man's Chest“, 2006), „007 Координати: Скайфол“ („Skyfall“, 2012), „Спектър“ („Spectre“, 2015).

## Избрана филмография
- „Заливът беглец“ („Runaway Bay“, 1992)
- „28 дни по-късно“ („28 Days Later“, 2002)
- „Карибски пирати: Сандъкът на мъртвеца“ („Pirates of the Caribbean: Dead Man's Chest“, 2006)
- „Карибски пирати: На края на света“ („Pirates of the Caribbean: At World's End“, 2007)
- „Нинджа убиец“ („Ninja Assassin“, 2009)
- „007 Координати: Скайфол“ („Skyfall“, 2012)
- „Спектър“ („Spectre“, 2015)
- „Обратен гард“ („Southpaw“, 2015)
- „Изменник по вкуса ни“ („Our Kind of Traitor“, 2016)
- „Смъртта може да почака“ („No Time to Die“, 2020)